# Estelle Folest
Estelle Folest, née le 17 juin 1976 à Vitry-sur-Seine, est une personnalité politique française.
Membre de Refondation républicaine, elle est élue dans la sixième circonscription du Val-d'Oise lors des élections législatives de 2022.

## Biographie
Estelle Folest est docteure ès études anglaises (2009).
Entre 2012 et 2014, elle est l'assistante parlementaire de Marie-Françoise Bechtel, vice-présidente de la commission des lois de l'Assemblée nationale.
Elle est secrétaire nationale à l'éducation du Mouvement républicain et citoyen de Jean-Pierre Chevènement.
Le 19 juin 2022, en obtenant 53,47 % des voix au second tour des élections législatives de 2022, elle est élue dans la sixième circonscription du Val-d'Oise sous les couleurs de Refondation républicaine.
Son mandat est écourté par la dissolution parlementaire décidée par le président de la République. Lors des élections législatives de l’été 2024, elle se représente, mais n’obtient que 25,78% au premier tour, arrivant en deuxième position face notamment à la candidate « Nouveau Front Populaire » Gabrielle Cathala  (37,63%) et à la candidate « Rassemblement national » (22,07%). Elle se maintient au second tour mais est battue par Cathala.